# Schloss Hunyadi (Maria Enzersdorf)
Schloss Hunyadi ist ein spätbarockes Schloss in Maria Enzersdorf.

## Geschichte

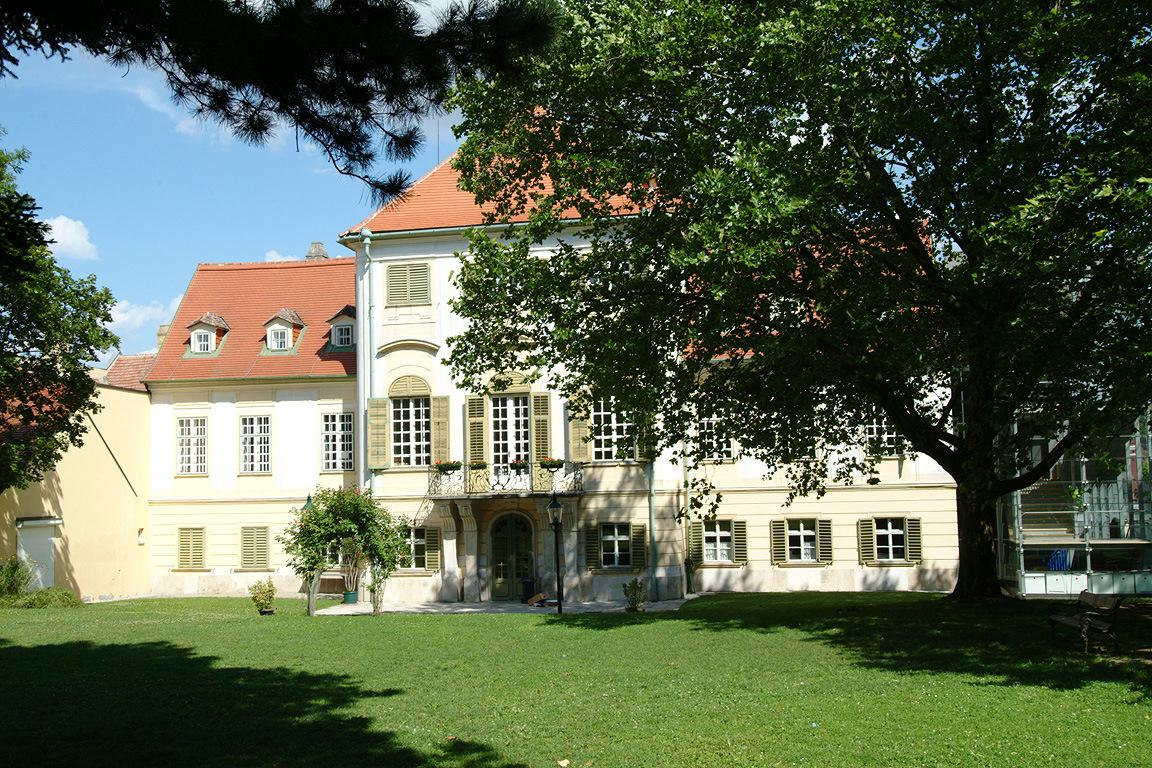
Schloss Hunyadi, Gartenseite

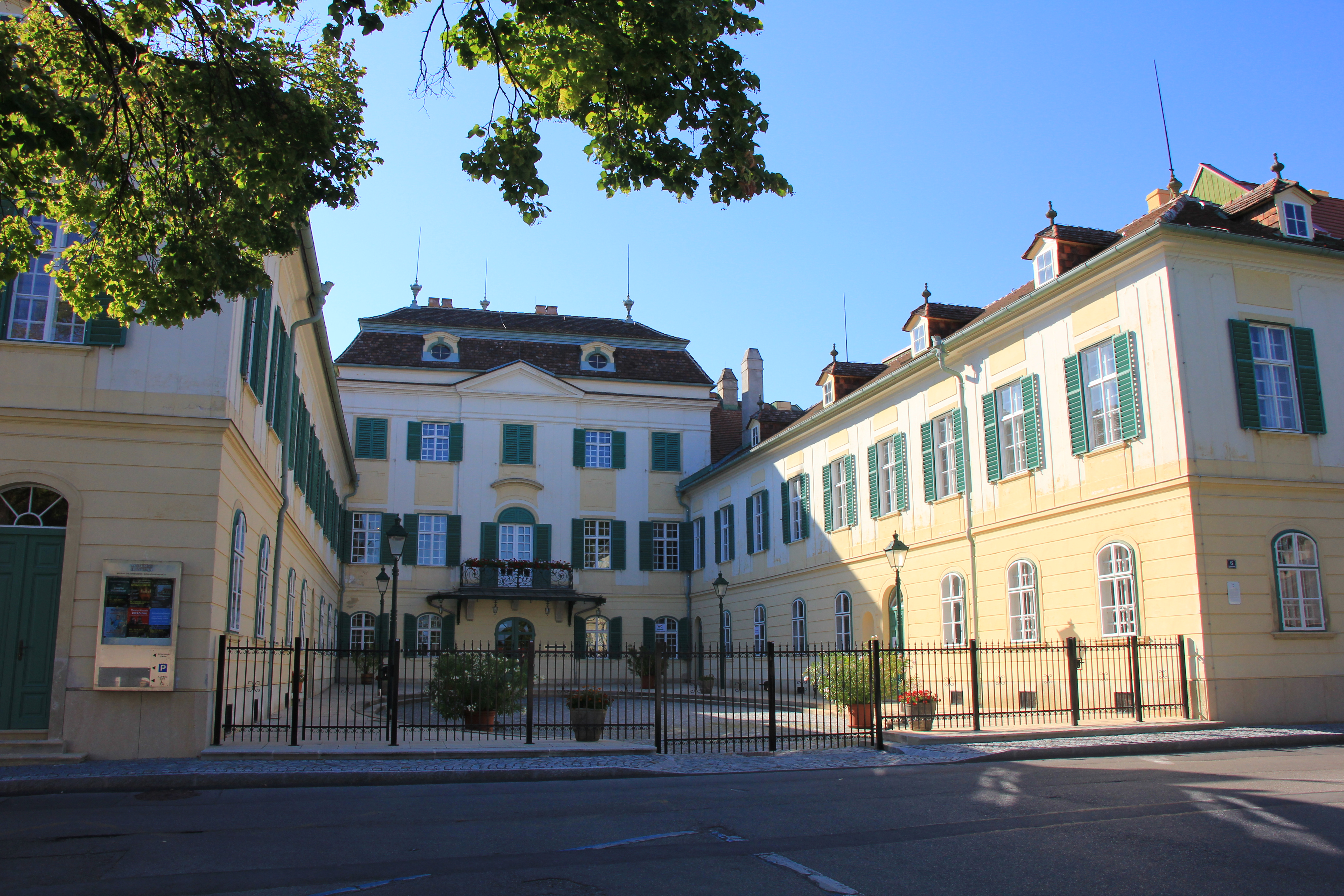
Schloss Hunyadi, Hofseite

An Stelle des heutigen Schlosses stand Ende des 16. Jahrhunderts ein Freihof. Zu den bekannten Besitzern gehören Dr. Sigmund von Oedt und Kaiserlicher Rat Balthasar von Nollarn. 1766 schließlich erwarb es der Wiener Kaufmann Joseph von Patuzzi, der das heutige Schloss errichten ließ. Im selben Jahr bestätigte Kaiserin Maria Theresia das Freihof-Privilegium für das Schloss.
Spätere Besitzer waren unter anderem Graf Johann Josef von Seilern (1778), Landgraf Ernst von Hessen-Philippsthal (1818), Graf Carl von Neipperg (1832) und Graf Moritz Almásy (1837).
1876 bis 1901 war das Schloss im Besitz von Alexandrine (1837–1901) und Graf Koloman Hunyadi (1830–1901), von denen es den heutigen Namen erhielt und die im Ort sehr beliebt waren. Graf Hunyadi war kaiserlicher Oberzeremonienmeister und veranstaltete am Schloss rauschende Feste. Nach seinem Tod ging das Schloss an Julie Gräfin Boos-Waldeck, die es an Adalbert Freiherr von Lanna verkaufte.
1930 bis 1955 bestand in den ehemaligen Stallungen eine Keks- und Teigwarenfabrik.
Die Seitenflügel wurden von einer Fremdenpension genutzt.
Um das historische Gebäude und den Schlosspark vor einer industriellen Verwendung als Betonwarenwerk zu bewahren, erwarb die Gemeinde Maria Enzersdorf mit Unterstützung der Niederösterreichischen Siedlungswasserbau (NÖSIWAG) 1961 Schloss und Park in vernachlässigtem Zustand und öffnete es für die Bevölkerung. 2004 wurde das Schloss von der Gemeinde generalsaniert.

## Heutige Nutzung
Das Schloss ist ein beliebter Ort für Hochzeiten und Bälle, aber auch sonstige Veranstaltungen aller Art. Die Maria Enzersdorfer Kulturtage finden ebenso dort statt wie Advent- und Ostermärke. Im zweiten Stock ist das Austria Institut für Europa- und Sicherheitspolitik (AIES, ehem. ÖIES), beheimatet.
Im unteren rechten Flügel ist das „Restaurant im Schloss Hunyadi“ untergebracht. Hochzeiten, Seminare, Caterings und andere Festlichkeiten finden hier statt. Die im Schloss befindliche Schlosskapelle, die renoviert wurde, wurde im Jahr 2015 auch gesegnet.